# Bovenbroek
Bovenbroek is een buurt in de Nederlandse gemeente Kampen en maakt deel uit van de woonwijk Zuid-Bovenbroek. De buurt stamt uit de jaren 1970 van de vorige eeuw. De Esdoornhof wordt gekenmerkt door woonerven en hofjes en beschikt over ruime groenvoorzieningen.
Bovenbroek wordt begrensd door: de Bovensingel, IJsseldijk, Europa-allee, Iepenstraat en de Kamperstraatweg.

## Basisonderwijs
De wijk kent één basisschool:
- Rehobothschool (protestant christelijk onderwijs)

## Voortgezet onderwijs
- Scholengemeenschap Pieter Zandt (reformatorisch christelijk onderwijs)